# Declan John
Declan Christopher John (Merthyr Tydfil, 30 juni 1995) is een Welsh voetballer die bij voorkeur als linksback speelt. Hij stroomde in 2012 door vanuit de jeugd van Cardiff City.

## Clubcarrière
John komt uit de jeugdopleiding van Cardiff City. Hij debuteerde op 14 augustus 2012 in de League Cup tegen Northampton Town. Op 17 augustus 2013 debuteerde hij in de Premier League op de openingsspeeldag van het seizoen 2013/14 tegen West Ham United. Hij speelde de volledige wedstrijd.

## Interlandcarrière
Declan John debuteerde op 11 oktober 2013 voor Wales in een WK-kwalificatiewedstrijd tegen Macedonië. Hij speelde de volledige wedstrijd. Wales won de wedstrijd met 1-0 na een doelpunt van Simon Church.

## Erelijst
Cardiff City
- Football League Championship

2013
1 Butland ·
2 Tavernier  ·
3 Yılmaz ·
4 Pröpper ·
5 Souttar ·
7 Cortés ·
8 Barron ·
9 Dessers ·
10 Diomand ·
11 Lawrence ·
14 Bajrami ·
17 Matondo ·
18 Černý ·
19 Nsiala ·
20 Dowell ·
21 Sterling ·
22 Jefté ·
24 Kasanwirjo ·
27 Balogun ·
29 Igamane ·
30 Hagi ·
31 Kelly ·
38 King ·
43 Raskin ·
44 Devine ·
45 McCausland ·
51 Lowry ·
99 Danilo ·
Coach: Clement
· Assistent-coach: Van der Heyden
· Assistent-coach: Rae
· Assistent-coach: Ulderink